# Inglis
Inglis – miasto w Stanach Zjednoczonych, w stanie Floryda, w hrabstwie Levy.